# Пенкала, Славолюб Эдуард
Славолюб Эдуард Пенкала (хорв. Slavoljub Eduard Penkala; 20 апреля 1871, Липтовски-Микулаш — 5 февраля 1922, Загреб) — хорватский инженер-химик и изобретатель с польскими, нидерландскими и еврейскими корнями. Известен как конструктор первого хорватского самолёта и автор более 80 изобретений.

## Биография
Родился в городе Липтовски-Микулаш (тогда — королевство Венгрия, сейчас — Словакия) в 1871 году. Его отец, Францишек Пекала, был поляком, а мать, Мария Ханнел, — голландкой. Изучал химию в Венском университете и Техническом университете Дрездена, который закончил в 1898 году. После работал на химическом производстве в Кошице. В 1900 году переезжает вместе с семьей в Загреб (тогда — Королевство Хорватия и Славония, также часть Австро-Венгрии), где в знак лояльности к своей новой родине добавляет к своему имени «Славолюб» («славянофил»). В 1904 году назначен королевским техническим супервизором (хорв. kraljevski tehnički nadzornik).
Первыми запатентованными изобретениями Пенкалы были термос и вращающаяся зубная щётка. Самыми же знаменитыми и крупными оказались механическая ручка (1906) и перьевая ручка с твёрдыми чернилами (1907), а также клипса, с помощью которой ручка крепилась к карману. Среди других его изобретений, патентов и улучшений — анодная батарея, пропитка для железнодорожных шпал, деликатное моющее средство, вагонные тормоза, манометр, динамометр и расходомер. Известны его чертежи турбинных колёс, вертолётных пропеллеров и корабля на воздушной подушке, задолго до появления самих этих механизмов.
В 1908 году Пенкала начинает конструировать летательный аппарат, управление которым должно было бы быть настолько простым, что летать на нём без специальной подготовки мог бы любой человек. Патент был получен в 1909 году, а сама машина в 1910 году завершена, и под пилотированием Драгутина Новака оторвалась от земли. Изобретатель продолжил улучшать конструкцию аппарата, но управлять им все ещё было непросто. Позднее в ходе лётных испытаний моноплан получил повреждение, и Пенкала прекратил дальнейшую его разработку. Тем не менее, аппарат является первым самолётом, спроектированным и совершавшим полёты в Хорватии.
В 1906 году Пенкала, вместе с братьями Эдмундом и Маурусом Мостерами основывает компанию Penkala-Edmund Moster & Co. В Загребе строится фабрика, где начинается производство ручек и других изобретений Пенкалы. Скоро компания становится одним из крупнейших мировых производителей пишущих принадлежностей, а механическая ручка завоёвывает успех на рынках 70 стран.
Эдуард Пенкала скончался в Загребе в возрасте 50 лет, вернувшись из деловой поездки с пневмонией. Он похоронен на кладбище Мирогой.